# Il ladro di ragazzi
Il ladro di ragazzi è un film del 1991 diretto da Christian de Chalonge.

## Trama
Un ricco argentino in esilio a Parigi, che sogna di riguadagnare potere nel suo paese, adotta i bambini che rapisce.